# Male/Sciocco
Male/Sciocco è il tredicesimo 45 giri della cantante pop italiana Raffaella Carrà, pubblicato a maggio del 1975 dall'etichetta discografica CGD e distribuito dalle Messaggerie Musicali di Milano.

## Il disco
Singolo che anticipa due brani contenuti nell'album Forte forte forte (1976) e che raggiungerà la 22ª posizione nella classifica dei dischi più venduti nel 1975.
Arrangiamenti e direzione d'orchestra di Shel Shapiro.
Venduto sul mercato ispanico con i due brani in italiano (stesso catalogo); esiste anche in edizione promozionale con il solo brano Sciocco, che diventa Tonto (Vida in qualche altro paese), cantato in castigliano (CBS SSP-2).
Il disco oltre alla Spagna venne pubblicato in altre nazioni del mondo tra cui Jugoslavia, Paesi Bassi, Argentina e Russia.

## Male
Male è un brano in stile italo-disco sctitto da Shel Shapiro su un testo di Gianni Boncompagni e Andrea Lo Vecchio.
Canzone utilizzata come sigla di raccordo nella 34ª edizione della trasmissione radiofonica Gran varietà, di cui la Carrà era tra gli ospiti fissi.
In tutte le edizioni internazionali dell'album il brano è cantato in spagnolo.

## Tracce
Lato A
1. Male[8] – 3:45 (testo: Gianni Boncompagni, Andrea Lo Vecchio – musica: Shel Shapiro; edizioni musicali Alfiere)

Lato B
1. Sciocco[9] – 2:55 (testo: Gianni Boncompagni, Andrea Lo Vecchio – musica: Gianni Boncompagni; edizioni musicali Sugar Music)

## Classifiche
| Classifica (1975) | Posizione raggiunta |
| ----------------- | ------------------- |
| Italia            | 22                  |

| Paese  | Posizione massima |
| ------ | ----------------- |
| Italia | 22                |
| Spagna | 1                 |